# Klabat
El mont Klabat és el volcà més alt de l'illa de Sulawesi, a Indonèsia. El cim es troba a l'est de la ciutat de Manado, a l'extrem septentrional de l'illa i s'eleva fins als 1.995 msnm.
Al cim hi ha un llac de cràter, poc profund, de 170 × 250 metres d'amplada. No hi ha confirmades erupcions del volcà en temps històrics. Es creu que un informe de l'erupció que va tenir lloc el 1683 en realitat fou produïda pel mont Tongkoko.